# Harald Rosemann
Harald Rosemann (* 11. Februar 1937 in Hannover) ist ein deutscher Ingenieur. Zuletzt war er am Institut für Maschinenkonstruktion und Tribologie (ehem. Maschinenelemente und Konstruktionstechnik) der Leibniz Universität Hannover tätig. Er ist ein in den Ruhestand versetzter apl. Professor.

## Leben
Seine Eltern waren der Mathematiker Walther Rosemann und dessen Ehefrau Hildegard Trage; sein Großvater war der Physiologe Rudolf Rosemann. Harald Rosemann studierte an der Technischen Hochschule Hannover Elektrotechnik und bestand 1965 die Diplomprüfung. Von 1964 bis 1972 war er in verschiedenen wissenschaftlichen Dienstverhältnissen am Lehrstuhl für Theoretische Elektrotechnik tätig. 1972 wurde er mit seiner Arbeit über die Signalverarbeitung in neuronalen Netzen promoviert. 
Seit Abschluss seiner Promotion war er als Oberingenieur tätig zunächst am Lehrstuhl für Sicherheitstechnik und Didaktik im Maschinenwesen an der Technischen Universität Hannover, ab 1975 am Institut für Maschinenelemente,
Konstruktionstechnik und Sicherheitstechnik an der Technischen Universität Hannover, dem heutigen Institut für Maschinenkonstruktion und Tribologie an der Leibniz Universität Hannover. 
Rosemann erhielt Aufträge zur selbständigen Abhaltung von Lehrveranstaltungen zum Fachgebiet Zuverlässigkeit technischer Systeme, das er von 1973 bis 1976 auch als Lehrbeauftragter an der Gesamthochschule Wuppertal wahrnahm; er vertrat das Fach gleichfalls in Seminaren im Haus der Technik in Essen und an der Technischen Akademie Esslingen. 1979 habilitierte er sich für das Fachgebiet Zuverlässigkeit technischer Systeme. Den Titel Außerplanmäßiger Professor trägt Rosemann seit 1985.

## Publikationen
- mit Horst Tischner: Untersuchungen über die Signalverarbeitung in Nervennetzen. In: Zentralblatt für die gesamte Neurologie und Psychiatrie. Band 196, 1969, S. 211.
- mit Horst Tischner: Modellversuche zur Signalverarbeitung in Nervennetzen. In: Der Nervenarzt. Band 41, 1970, S. 273–277.
- Nichtlineare Signalverarbeitung in Nervennetzen. In: Proceedings of the I. European Biophysics Congress. Band V, 1971, S. 317–321.
- Ein nichtlineares Nervennetzmodell der nervösen Signalverarbeitung. Dissertation. Hannover 1972.
- Uber die Kombination von Teilsystemen zu Nervennetzmodellen. In: Advances in Cybernetics and Systems Research. Band I. Transcripta Books, London 1973, S. 239–243.
- Was bedeuten Wahrscheinlichkeitsaussagen und wie können wir sie nutzen? In: Bericht zum I. Sommer-Symposion 1979 der Gesellschaft für Sicherheitswissenschaft. 1979, S. 110–126.
- Zuverlässigkeit, Verfügbarkeit und Schwachstellenanalyse. Habilitationsschrift. Hannover 1979.
- Zuverlässigkeit und Verfügbarkeit technischer Anlagen und Ceräte. Mit praktischen Beispielen von Berechnung und Einsatz in Schwachstellenanalysen. Springer, Berlin, Heidelberg, New York 1981, ISBN 3-540-11000-3, S. 1–188.
- mit Uwe Brinkmann: Zuverlässigkeit bei Instandsetzung - Konservative Näherungen. In: Qualität und Zuverlässigkeit. Band 28, 1983, S. 109–112.
- Zuverlässigkeit und Verfügbarkeit bei zeitabhängigen Ausfall- und Reparaturraten. In: Konstruktion. Band 36, 1984, S. 347–352.